# Le Garçon qui ne voulait plus parler
Pour plus de détails, voir Fiche technique et Distribution.
Le Garçon qui ne voulait plus parler (De jongen die niet meer praatte) est un film néerlandais réalisé par Ben Sombogaart en 1996.

## Synopsis
Dans l'Est de Turquie, l'enfant Memo vit avec sa mère et sa petite sœur dans un village kurde. Berger et facteur, lisant le courrier aux illettrés, il a trois passions : la flûte, un mouton noir et le football.
Travaillant en Hollande, son père, inquiet des violences turques contre les Kurdes, décide d'amener sa femme et so fils en Hollande. Memo vit mal cette décision et décide de ne plus jamais parler!
Dans un logement de Rotterdam, Memo passe son temps devant la fenêtre du soupirail, observant la rue ou se souvenant de son village en Turquie. Mais son père l'oblige à aller à l'école. En classe, sa maîtresse essaie de le comprendre et le jeune Jereon parvient à s'en faire un ami.
De sa fenêtre, la nuit, Memo assiste à une scène violente. Des hollandais xénophobes pourchassent Kemal, un Kurde en situation illégale. Un coup de feu part et tue l'un des hommes. Kemal se cache. La police soupçonne celui-ci du crime qu'il n'a pas commis. Enfermé dans son mutisme, Memo refuse de dire ce qu'il a vu, mais aidera Kemal à regagner la Turquie.
Un jour le pere du jeune garcon tomba et memo rompu son serment pour sauver son pere
Kemal enverra à la famille une cassette vidéo montrant le dramatique exode des habitants de leur village.

## Fiche technique
- Titre : Le Garçon qui ne voulait plus parler
- Titre original : De jongen die niet meer praatte
- Titre anglais : The Boy Who Stopped Talking
- Réalisation : Ben Sombogaart
- Scénario : Lou Brouwers
- Musique : Nizamettin Ariç
- Dates de sortie : 
  - Pays-Bas : 10 octobre 1996
  - France : 10 novembre 1999
- Durée : 108 minutes

## Mise en scène
Ben Sombogaart a donné à son jeune héros non tant un "droit de parole" (puisque Memo s'est réfugié dans un mutisme protestataire) mais un "droit de regard" : la majorité du film est vue par l'enfant.